# Schizolepis manzanitaensis
Schizolepis manzanitaensis è un pesce osseo estinto, appartenente ai paleonisciformi. Visse nel Carbonifero superiore (circa 307 - 303 milioni di anni fa) e i suoi resti fossili sono stati ritrovati in Nordamerica.

## Descrizione
Questo pesce era di piccole dimensioni e solitamente non superava i 10 centimetri di lunghezza. Possedeva un corpo affusolato e leggermente allungato, e una grossa testa terminante in un muso corto e smussato. Le orbite erano di grandi dimensioni, così come l'apertura boccale. La pinna dorsale era di piccole dimensioni, bassa e posta nella parte posteriore del corpo; la pinna anale era posta direttamente sotto quella dorsale, ed era leggermente più grande. Le pinne pettorali erano dotate di una base lobata ricoperta da una dozzina di scaglie leggermente arrotondate. Era presente un suborbitale trangolare in contatto sia con la mascella che con il preopercolo. Il dermosfenotico era piuttosto grande e a forma di T, e andava a formare la maggior parte dell'apertura orbitale.
Le scaglie della regione mediana del corpo erano molto alte, disposte in due file e articolate fra loro grazie a un sistema "peg and socket" (piolo e cavità), in cui la parte anteriore di ciascuna scaglia si incastrava all'interno della scaglia precedente. L'ornamentazione delle scaglie più alte era costituita da ganoina dalla superficie liscia, con solchi poco profondi e irregolari, che si intersecavano fra loro formando un motivo a mosaico. Le scaglie posteriori erano romboidali, a forma di diamante, ed erano molto più fini e strette lungo il margine ventrale. 

## Classificazione
Schizolepis è un rappresentante dei paleonisciformi, un gruppo eterogeneo di pesci attinotterigi arcaici, ma non è chiaro quali siano le reali parentele di questo pesce all'interno del gruppo a causa della cattiva conservazione di gran parte della regione cefalica degli esemplari.
Schizolepis manzanitaensis venne descritto per la prima volta nel 1992, sulla base di resti fossili ritrovati nella Kinney Brick Quarry nelle
Manzanita Mountains (Contea di Bernalillo) in Nuovo Messico.  